# Batres
Pour les articles homonymes, voir Batres (homonymie).
Batres est une commune de la communauté de Madrid, en Espagne. Elle est située à 44 km de la capitale Madrid.